# Fukuko Ando
Fukuko Ando (1964) is een Japans modeontwerpster.
Na haar opleiding aan de Nagoya School of Fashion verhuisde Ando in 1991 naar de modehoofdstad van Europa, Parijs. Ze werkte daar in '93 samen met Christian Dior, wat haar doorbraak betekende. Van 1999 tot 2002 werkte de Japanse samen met Christian Lacroix aan een haute-couture-collectie. Door die samenwerkingen beschikte Ando over een grote technische kennis.
Fukuko Ando werkt altijd rechtstreeks op een model, met natuurlijke materialen die de natuurlijke vormen van het lichaam volgen en respecteren.